# La Mort du cygne (film, 1937)
Pour les articles homonymes, voir La Mort du cygne.
Pour plus de détails, voir Fiche technique et Distribution.
La Mort du cygne est un film français réalisé par Jean Benoît-Lévy et Marie Epstein, sorti en 1937.

## Synopsis
Petit rat de l'Opéra, la jeune Rose voue une admiration passionnée à Mlle Beaupré, une danseuse étoile. L'arrivée de Nathalie, une danseuse de grand talent, fait craindre à Rose que son idole soit détrônée. Elle provoque alors un accident qui rend Nathalie définitivement infirme, qui l'oblige à se consacrer à l'enseignement. Ayant brisé sa carrière, Rose est rongée par la culpabilité....

## Fiche technique
- Titre : La Mort du cygne
- Autre titre : Ballerina
- Réalisation : Jean Benoît-Lévy
- Scénario : Jean Benoît-Lévy et Marie Epstein, d'après la nouvelle de Paul Morand
- Photographie : Léonce-Henri Burel
- Décors : Léon Carré et Raymond Nègre
- Son : Robert Teisseire
- Musique : Joseph-Étienne Szyfer et Claude Delvincourt
- Chorégraphie : Serge Lifar
- Production : Cineatlantica Films
- Format :  Noir et blanc - 35 mm - Son mono
- Pays d'origine :  France
- Durée : 100 minutes
- Date de sortie : France - 25 novembre 1937

## Distribution
- Yvette Chauviré : Mademoiselle Beaupré
- Mia Slavenska : Nathalie Karine
- Janine Charrat : Rose Souris
- France Ellys : Madame Souris
- Mady Berry : Célestine
- Micheline Boudet : Clara Bijou
- Claire Gérard : Madame Bijou
- Jean Périer : le directeur
- Maurice Baquet : le machiniste
- Florence Luchaire : Flo-Flo